# 아타리 링크스

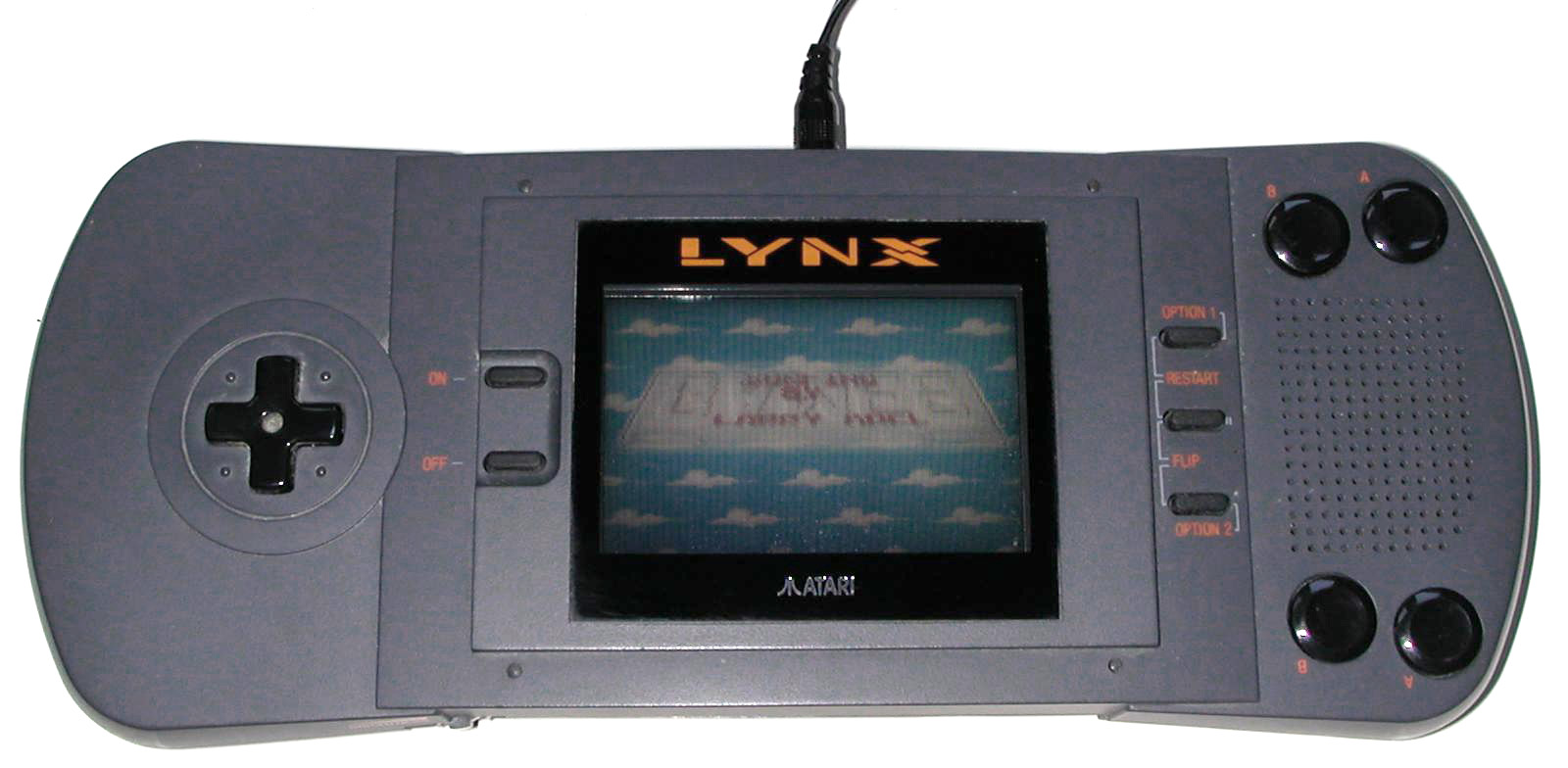
아타리 링크스

아타리 링크스(Atari Lynx)는 아타리에서 발매된 휴대용 게임기이다. 1989년 미국 발매. 대한민국에서는 1990년대 용산에 위치한 게임업체 불독소프트웨어가 공식수입판매했었다.

## 개요
백 라이트의 칼라 액정을 사용한 최초의 휴대용 게임기이다. 컨트롤러의 버튼은 상하 대칭으로 화면 반전을 통해 왼손잡이도 위화감 없이 게임을 즐길 수 있다. 화면을 세워서 사용하는 게임도 있으며, 게임 소프트웨어는 PC 엔진용 휴카드의 2/3 크기의 카드형 롬으로 발매되었다.

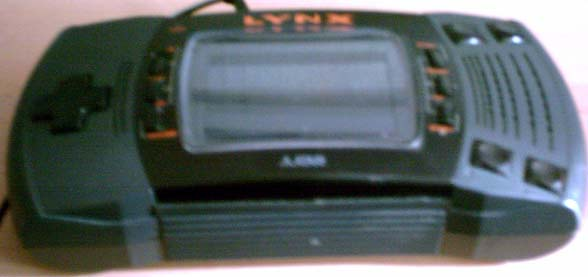
아타리 링크스 2

당시로써는 뛰어난 성능을 가지고 있었지만, 빠른 배터리 소모와 게임보이의 3배에 달하는 크기가 단점이다. 후에 동일한 성능에 크기를 소형화한 아타리 링크스 2도 발매되었다.

## 같이 보기
- 아타리